# Walhalla
 For alternative betydninger, se Valhalla.
Walhalla er navnet på et tempel, der ligger ved byen Donaustauf øst for Regensburg i Bayern, Tyskland. Walhalla ligger højt hævet med udsigt over Donau. Kong Ludwig 1. af Bayern lod templet opføre som en kopi af det græske tempel Parthenon i Athen, men hentede navnet fra den nordiske mytologi. Byggeriet blev startet i 1830 og blev indviet den 18. oktober 1842. Arkitekt var Leo von Klenze.
Templet indeholder næsten 200 buster og statuer af kendte personer fra Tyskland og øvrige tysksprogede lande, bl.a. Albert Einstein, Wolfgang Amadeus Mozart og Konrad Adenauer. Den danske billedhugger H. W. Bissens buste af Christoph af Württemberg fra 1831 ses også i templet. 

## Galleri
- Templets nordgavl
- Vest- og nordsiden
- En af de spektakulære søjlegange
- Fra templets indre
- Berømtheder side om side
- Buster i stort tal
- Buste af Ludwig van Beethoven
- Marmorstatue af Kong Ludwig 1. af Bayern